# Феникс Джонс
Феникс Джонс (англ. Phoenix Jones) (Настоящее имя Бенджамин Джон Фрэнсис Фодор (англ. Benjamin John Francis Fodor;)) американский реальный супергерой и боец смешанных боевых искусств, родившийся 25 мая 1988 года. Первоначально надев лыжную маску для вмешательства в публичное нападение, Фодор позже разработал полный костюм и взял псевдоним «Феникс Джонс». С 2011 года и до его роспуска в 2014 году Джонс был лидером Движения супергероев города Рейн, патрульной группы граждан из Сиэтла, штат Вашингтон, которая называла себя бригадой по предотвращению преступлений.
Джонс говорит, что лучший способ не быть ошибочно принятым полицией за преступника — надеть «суперкостюм», хотя местная полиция выразила обеспокоенность тем, что странные костюмы могут привести к вызовам экстренных служб от граждан, которые ошибочно примут «супергероев» за преступников. Джонс заявил, что все члены Движения супергероев города Рейн имеют военное или смешанное боевое прошлое.
Джонс подписал контракт с World Series of Fighting, где он сражался в двух промежуточных весовых категориях, включая поединки со своим старшим приёмным братом, бойцом UFC, Strikeforce и ONE Championship Карос Фодор.

## Принятие персоны
Джонс говорит, что он хотел взять полицейские дела в свои руки после нескольких инцидентов, которые изменили его мнение о Сиэтле. Первый случай был, когда Джонс сказал, что его машину взломали, а его сын получил травмы, когда вернулся к машине и упал на разбитое стекло. Джонсу сказали, что несколько человек видели, как произошло взлом, но не стали вмешиваться и помогать. Позже Джонс рассказал, что столкнулся с тем, что его друга подвергли серьёзному нападению возле бара, и, позвонив по номеру 911, он надел маску, в которой он был во время предыдущего случае взлома, и «поднимал шум», пока не приехала полиция. «И я подумал, почему ему никто не помог? Возле бара было семьдесят человек, и никто ничего не сделал».
Джонс придумал себе полноценный костюм и псевдоним, когда его поведение в борьбе с преступностью сделало его слишком узнаваемым. В выпуске новостей CBS показано, как Джонс входит в подсобное помещение неназванного магазина комиксов, где он переодевается в костюм, состоящий из бронежилета бренда шкуры дракона, а также снаряжения, включающего электрошоковое оружие, перцовый баллончик, слезоточивого газа, наручников и аптечки первой помощи.
Позже Джонс стал частью Движения супергероев города Рейн. В июле 2011 года местная полиция зафиксировала десять граждан, патрулирующих город в костюмах супергероев, используя имена Торн, Бастер Доу, Зеленый Жнец, Богомол, Близнецы, Без имени, Катастрофа, Гром 88, Пенелопа и Феникс Джонс. Человек, использующий псевдоним «Красный Дракон», также утверждал, что является членом группы.

## Освещение в прессе
- В воскресенье 2 января 2011 года в Линвуде Феникс Джонс остановил и прогнал угонщика, в то время как владелец машины (который попросил называть его просто «Дэн») стоял в шоке, когда Джонс бросился в бой. CBS News представили Дэна и Феникса Джонса друг другу в следующий понедельник вечером. Дэн много раз благодарил Джонса, а затем рассказал о снаряжении Феникса[14].
- Несколько дней спустя канал ABC News выпустил в эфир новостной сюжет о Джонсе[15]. В этом отчете кадры показывают, как Феникс Джонс не дает пьяному человеку сесть в свою машину. Джонс угрожает использовать электрошокер, когда разгневанный и пьяный мужчина приближается к Джонсу с намерением подраться. На видео позже показано, как полицейский разговаривает с Фениксом Джонсом и его группой о том, какое воздействие маски могут оказывать на пьяного человека.
- В субботу, 24 сентября 2011 года, в районе Беллтаун в Сиэтле Феникс Джонс облил мужчину перцовым баллончиком после того, как тот попытался угнать автобус. Водитель автобуса раздавал листовки, когда другой человек попытался угнать автобус. Сообщалось, что Джонс вмешался, и угонщик скрылся, его кожа окрасилась в оранжевый цвет из-за спрея. Джонс говорит, что он не получил никакой помощи от полиции Сиэтла, которой потребовалось несколько часов, чтобы отреагировать на инцидент[16].
- В воскресенье, 9 октября 2011 года, в Сиэтле Джонс был арестован за участие в стычке с применением перцового баллончика[17]. Присутствовавшие при этом близкие соратники, вооруженные видеокамерой, рассказали журналистам, что Феникс Джонс прервал нечестную драку между двумя группами посетителей ночного клуба[18]. Согласно отчетам полиции, прибывшие на место офицеры установили, что «никакой драки не было», а один из членов группы отрицал, что кто-либо из них дрался. Они потребовали, чтобы человек в маске был «арестован за нападение на них»[4]. По словам одной женщины, участвовавшей в стычке, после того, как между её группой и другой вспыхнула ссора, Джонс внезапно подошёл и брызнул в них перцовым баллончиком, сказав: «Я супергерой»[19]. На следующий день видеооператор Райан Макнами выложил в сеть видео, на котором Джонс отвечает на то, что Макнами описал как «огромную драку». На видео Макнами видно, как женщина бьёт Феникса Джонса и ещё одного человека своей туфлей[20][21]. Спустя несколько часов Джонс был освобождён под залог, никаких обвинений ему предъявлено не было.
- В другом инциденте несколькими часами ранее Феникс Джонс встал на защиту потенциальной жертвы драки. Полиция прибыла после того, как агрессоры скрылись. В своём отчете полиция назвала это случаем «сомнительного использования перцового баллончика», но позже жертва рассказала Seattle Times, что Джонс действительно был героем, который спас его от «потенциального избиения»[22].
- В воскресенье, 27 ноября 2011 года, недалеко от района Беллтаун в Сиэтле, Феникс Джонс и его команда преследовали мужчину, обвиняемого в нанесении ножевых ранений другому мужчине. Они не дали нападавшему скрыться, пока не прибыла полиция Сиэтла[23].
- В пятницу, 6 января 2012 года, Феникс Джонс и его команда остановили драку на том же месте, где в канун Нового года произошла стрельба в Беллтауне[24].
- Во вторник, 1 мая 2012 года, блогер сообщил, что Феникс Джонс распылил перцовый баллончик против чёрного блока протестующих в центре Сиэтла, хотя Джонс отрицал это в Twitter[25]. В интервью на Шоу Боба Риверса 2 мая Феникс Джонс утверждал, что, находясь под прикрытием среди протестующих, несколько из них раскрыли ему заговор с целью взорвать здание городского суда. По словам Феникса Джонса, сообщив полиции и не получив поддержки, он и ещё один член Движения супергероев города Рейн перехватили протестующих у здания суда и действовали в целях самообороны, когда протестующие начали бросать камни и бутылки в окна и стеклянные двери здания суда[26]. Феникса Джонса сопровождали его товарищи-активисты в костюмах Эль Кабальеро и Миднайтджек[27].
- В ноябре 2012 года Джонс попал в заголовки газет из-за участия в взаимной драке[28][29].
- В пятницу 27 марта 2015 года в Нью-Хейвене, штат Коннектикут, как раз перед тем, как Феникс Джонс должен был стать главным докладчиком в серии выступлений The Institute Library, он предотвратил нападение на человека, удерживая группу мужчин до прибытия полиции. Супергероя сопровождали ведущий «Amateur Hour» и автор «This American Life» Джек Хитт, которому Феникс Джонс позже в шутку дал прозвище супергероя «Синий Вельвёт»[30].
- В воскресенье, 20 сентября 2015 года в Сиэтле, штат Вашингтон, Джонс заметил, как трое мужчин избивали другого мужчину пистолетом, и, сообщив об этом полиции, напал на мужчину, державшего пистолет, и выбил его из его руки. Все трое были арестованы за нападение, а один из них был обвинён в хранении огнестрельного оружия преступником[31].
- Во вторник, 22 марта 2016 года в Сиэтле, штат Вашингтон, Джонс попытался помочь властям уговорить «человека на дереве» спуститься с 80-футовой секвойи, на которую он залез, но полиция отклонила его предложение[32].
- Джонс был замечен патрулирующим Автономную зону Капитолийского холма в июне 2020 года[33].

На вопрос, арестовал бы он кого-нибудь за курение конопли, Джонс ответил, что считает это неважным приоритетом и что у него нет проблем с людьми, употребляющими наркотики, но он хочет, чтобы наркоторговцы «продавали их где-нибудь в другом месте».

## Ранения
Джонс сообщает, что при попытке вмешаться в разговор с наркоторговцем и местным жителем его ударили ножом, в результате чего часть его костюма была повреждена и его пришлось ремонтировать. Он сообщил полиции, что его бронежилет под костюмом помог остановить пулю во время инцидента в Такоме.
В 2011 году Джонс утверждает, что ему сломал нос нападавший, пытаясь прекратить драку, когда один из мужчин направил на него пистолет, а другой пнул его, сломав ему нос. Об этом инциденте никогда не сообщалось в полицию, и его лечил личный врач Джонса.

## Протоколы арестов
Городской прокурор Сиэтла Пит Холмс назвал Джонса «глубоко заблуждающейся личностью».
В октябре 2011 года Джонс был арестован по подозрению в нападении после того, как он применил перцовый баллончик для остановки предполагаемой драки. Он провёл в тюрьме около семи часов, прежде чем ему внесли залог в размере 3800 долларов. Никаких обвинений предъявлено не было, и дело было прекращено в том же месяце.
Джонс появился в суде в черно-серой полосатой рубашке поверх своего суперкостюма 13 октября 2011 года. Судебный пристав попросил Джонса снять маску, и он подчинился, надев маску обратно после слушания. Затем Джонс поговорил с журналистами и снова снял маску, чтобы раскрыть свою личность Бена Фодора. Фодор заявил, что он продолжит патрулировать город:.
Я продолжу патрулировать со своей командой, возможно, сегодня вечером [13 октября 2011 года]. Помимо того, что я Феникс Джонс, я также Бен Фодор, отец и брат. Я такой же, как все остальные. Единственное отличие в том, что я пытаюсь остановить преступность в моём районе и везде. Я думаю, что мне нужно смотреть в будущее и смотреть, что я могу сделать, чтобы помочь городу.
9 января 2020 года Джонс был арестован за предполагаемую продажу Метилендиоксиметамфетамина тайному полицейскому. Во время ареста полиция утверждала, что у него и его сообщника также было около 4 граммов кокаина.

## Смешанные боевые искусства

### Любительская карьера
Бен Фодор начал свою любительскую карьеру в ММА в декабре 2006 года. За следующие четыре года он одержал 15 побед и потерпел 2 поражения в качестве любителя.

### Профессиональная карьера
Фодор дебютировал в профессиональном ММА в ноябре 2013 года в промоушене Cage Warrior Combat, базирующемся в его родном штате Вашингтон. Он даже соервновался против младшего приёмного брата, ветерана Strikeforce и UFC Кароса Фодора.
11 марта 2015 года было объявлено, что Фодор подписал эксклюзивный контракт с World Series of Fighting. Фодор дебютировал на WSOF 20 10 апреля 2015 года, желая быть известным под своим псевдонимом «Феникс Джонс». Он встретился с Эммануэлем Вало и проиграл бой единогласным решением судей, это было его первое поражение в профессиональной карьере, и он закончил с результатом 5 побед, 1 ничьей и 1 поражением. 18 сентября 2015 года он отыгрался с редкой победой над Роберто Йонгом.